# Jan Vančura
Jan Vančura (* 4. dubna 1947 Praha) je český zpěvák, textař a kytarista, dlouholetý člen hudební skupiny Rangers – Plavci. Dnes koncertuje s vlastní skupinou Plavci, která je jednou z nástupnických skupin skupiny Rangers.

## Hudební kariéra
Narodil se v Praze. V mládí navštěvoval hudební školu ve Voršilské ulici v Praze. Před působením ve skupině Rangers, krátce působil společně s Miroslavem Řihoškem ve skupině Říhošvančbeat. V roce 1964 oba skupinu opustili a přešli k nově založené skupině Rangers. Díky jeho vysoce postavenému hlasu ve skupině získal pozici zpěváka. V roce 1967 a 1968 se skupinou vyhrál na festivalu folkové hudby Porta. Nejvíce se spolu se skupinou proslavil v 70. letech 20. století, kdy koncertovali nejen po Československu, ale vystoupili i v Buenos Aires a na Kubě. V roce 1987 skupinu Rangers z rodinných důvodů opustil. Po sametové revoluci se krátce věnoval podnikání. V roce 2003 stále častěji znovu vystupoval se skupinou Rangers, zprvu jako host, ale po tragické smrti Milana Dufka v Kolumbii, kde koncertovali, se rozhodl vrátit do skupiny jako plnohodnotný člen. Spolu s Mirkem Řihoškem svými hity navázali na úspěšná 70. léta 20. století.
V únoru roku 2013 se rozhodl ze skupiny Rangers odejít a založit skupinu Plavci. Dnes působí na české scéně několik variant skupiny Rangers. V posledních letech spolupracuje s harmonikářem Máriem Bihárim, Jakubem Rackem a také Irenou Budweiserovou. Jeho nejznámějšími písněmi jsou Král silnic, Zvedněte kotvy, 500 mil, Rákosí, Pole s bavlnou, Láska je věc kouzelná, Vysočina, Modrý měsíc aj.

## Osobní život
V mládí se potýkal s alkoholem. Byl několikrát ženatý, se svou poslední ženou Evou se seznámil v roce 1994, kdy měl vážné zranění při automobilové nehodě, žijí spolu dodnes. Mají spolu dva syny, Jakuba a Jonáše. Z předchozích manželství má ještě jednoho syna Jana.